# 動物園は大変だ
「動物園は大変だ」（どうぶつえんはたいへんだ）は、TUNE'Sの2ndシングル。

## 概要
テレビ朝日系アニメ『クレヨンしんちゃん』の初代オープニングテーマとして起用（1992年4月13日から1992年9月21日の放送分まで）。テレビスペシャルではエンディングテーマとしても使用された。
前作「君がいない」から約10ヶ月ぶりとなるシングルで、作詞に『クレヨンしんちゃん』の原作者である臼井儀人が担当した。
このシングルを最後に、TUNE'Sは解散した。

## 収録曲
| 全編曲: 明石昌夫。 |                                      |          |            |
| #                  | タイトル                             | 作詞     | 作曲       |
| 1.                 | 「動物園は大変だ」                   | 臼井儀人 | 織田哲郎   |
| 2.                 | 「笑顔がいいね」                     | 松田美穂 | 栗林誠一郎 |
| 3.                 | 「動物園は大変だ」(Original KARAOKE) |          |            |

## 収録作品
| 収録アルバム                                                            | 発売日         | 規格品番     | 備考                                               |
| ----------------------------------------------------------------------- | -------------- | ------------ | -------------------------------------------------- |
| 『おてんこもり テレビ朝日系アニメ「クレヨンしんちゃん」テーマソング集』 | 1996年2月10日  | WPC6-8172    | テレビ朝日系アニメ『クレヨンしんちゃん』の主題歌集 |
| 『クレヨンしんちゃん スーパー・ベスト30曲入りだゾ』                     | 2003年2月21日  | COCX-32115/6 | テレビ朝日系アニメ『クレヨンしんちゃん』の主題歌集 |
| 『クレヨンしんちゃん TV・映画 主題歌集だゾ』                            | 2009年1月21日  | COCX-35371/2 | テレビ朝日系アニメ『クレヨンしんちゃん』の主題歌集 |
| 『クレヨンしんちゃん主題歌CD 〜きかなきゃソン、ソン、そんぐfor you〜』  | 2013年7月31日  | COCX-38134   | テレビ朝日系アニメ『クレヨンしんちゃん』の主題歌集 |
| 『プリッと!こんぷりーと クレヨンしんちゃん30周年記念テーマソング集』    | 2022年11月30日 | COCX-41902/5 | テレビ朝日系アニメ『クレヨンしんちゃん』の主題歌集 |